# Crowfoot Mountain
Crowfoot Mountain är ett berg i Kanada.   Det ligger i provinsen Alberta, i den centrala delen av landet, 3 000 km väster om huvudstaden Ottawa. Toppen på Crowfoot Mountain är 3 055 meter över havet, eller 349 meter över den omgivande terrängen. Bredden vid basen är 5,6 km.
Terrängen runt Crowfoot Mountain är bergig söderut, men norrut är den kuperad.Trakten runt Crowfoot Mountain är nära nog obefolkad, med mindre än två invånare per kvadratkilometer.. Det finns inga samhällen i närheten. 
Trakten runt Crowfoot Mountain är permanent täckt av is och snö.